# Lenguas chapacura-wañam
Las familia de lenguas chapacura-wañám, también llamadas chapacura-guanán (Moreno Cabrera), chapakura-wanham o simplemente chapakura, es un conjunto de lenguas indígenas de América casi extintas habladas en la región fronteriza entre Bolivia y Brasil.

## Aspectos históricos, sociales y culturales

### Situación actual
En el 2005 parece que todavía se hablan tres lenguas chapacura-wañam en el sudeste de la cuenca amazónica de Brasil y Bolivia. Las lenguas de esta familia se clasifican genéticamente en dos grupos, por un lado el grupo de lenguas guaporé, y por otro lado las lenguas madeira. Probablemente, las dos lenguas del grupo guaporé ya se han extinguido, así como la etnia que hablaba kabixí. Dos de las tres lenguas del grupo madeira se hallan en peligro de extinción. La familia podría estar integrada también por las lenguas chapacura o tapakura, cujuna, cumana (según Loukotka [1968], sinónimo del cautario), mataua, quitemoca o kitema wanham y urunumaca, probablemente ya extinguidas.
La clasificación interna del grupo ha sido difícil hasta época reciente por la falta de datos gramaticales y la escasez de materiales léxicos. Sin embargo, investigadores de la Universidad Federal de Rondônia (Brasil) han trabajado intensamente desde mediados de la década de 1990 para establecer una clasificación científica.
A través de registros diversos, se tiene noticia de otros grupos que habrían pertenecido a la familia chapacura y que existieron hasta el siglo XX, pero que muy probablemente han desaparecido o pasaron a hablar otras lenguas como el chiquitano, el portugués, el español, o lenguas de la gran familia tupí: abitana, miguelinho y wachi (según Loukotka, sinónimo de chapacura). Varios autores consideran huanyam (wanham o wañam), abitana y pawumwa como sinónimos.

## Clasificación

### Lenguas de la familia
| Subgrupo | Lengua                                                                                               | Dialectos                                                                                           | Cobertura geográfica                                    | N.º estimado de hablantes | Código ISO/DIS 639-3 |
| -------- | --- | --------------------------------------------------------------------------------------------------- | ------------------------------------------------------- | --- | -------------------- |
| Guaporé  | Moré (o iteneo, itenez, itene)                                                                       | Itoreauhip                                                                                          | Centro-norte del Beni (Bolivia)                         | Casi extinta o extinta. Población étnica 108 (2000). Rodríguez Bazán [2000] reporta 5 hablantes mayores de 45 años.                                    | [ite]                |
| Guaporé  | Kabixí (o pawumwa cabichí, cabishi)                                                                  | Relacionada con las lenguas cujuna, cumana, mataua, wanham, urunumaca (extinguidas)                 | Cerca de Vila Bela, Mato Grosso (Brasil)                | ¿100? (1986) Lengua y etnia probablemente extintas.Eran 300 n 1912                                                                                     | [xbx]                |
| Guaporé  | Chapacura (o huachi)                                                                                 | | Santa Cruz (Bolivia)                                    | Lengua y etnia extintas. | n/a                  |
| Guaporé  | Herisebocona                                                                                         | | Santa Cruz (Bolivia)                                    | Lengua y etnia extintas. | n/a                  |
| Guaporé  | Kitemoca (o quitemo o kitema wanham)                                                                 | | Santa Cruz (Bolivia)                                    | Lengua y etnia extintas. | n/a                  |
| Guaporé  | Napeca (o nape)                                                                                      | | Santa Cruz (Bolivia)                                    | Lengua y etnia extintas. | n/a                  |
| Guaporé  | Rocorona                                                                                             | | Santa Cruz (Bolivia)                                    | Lengua y etnia extintas. |                      |
| Madeira  | Oro Win                                                                                              | | Nacientes del río Pacaas Novos, frontera Bolivia-Brasil | Entre 5 y 8 (1998) Casi extinta. | [orw]                |
| Madeira  | Wari (o pakaásnovos, jaru, uomo, pakaanovas, pacaas-novos, pakaanova, pacahanovo, oro wari, oro mon) | subgrupos étnicos con diferencias dialectales: orodão, oroboni, oroin, oroat, ororam y ororamtxiem. | 7 aldeas en Rondônia, Brasil                            | alrededor de 1800 | [pav]                |
| Madeira  | Urupá (o txapakura (Rodrigues), itaurupa, uru-pa-in)                                                 | Ver Nota 1                                                                                          | Río Urupá, Rondônia, Brasil                             | 150? (Rodrigues 1986) Casi extinta o extinta.No existe contacto permanente con la etnia. Según Maldi (1991) se habría extinguido a mitad del siglo XX. | n/a                  |
| Madeira  | Torá (o Toraz)                                                                                       | | Bajo río Marmelos, Amazonas (Brasil)                    | 40 (1990) Casi extinta o extinta.En el mayor núcleo Torá existente en 2005 (bajo Marmelos) la lengua ya se había perdido.                              | [trz]                |

Nota 1: Gordon [2005] considera esta lengua como aislada
A la lista anterior algunos autores agregan el migulenho (migueleño) y el kuyubi (cujubim), que otros autores clasifican como lenguas tupíes.

### Relación con otras lenguas
No se ha presentado evidencia importante de la relación de las lenguas chapacuras con otras lenguas de Sudamérica. Č. Loukotka las considera una familia sin relación con las demás.

## Descripción lingüística

### Fonología
El inventario fonológico del proto-chapacura reconstruido viene dado por:
|             | Labial      | Alveolar | Palatal | Velar  | Glotal  |
| ----------- | ----------- | -------- | ------- | ------ | ------- |
| oclusiva    | *p, *pʷ     | *t       |         | *k     | *ʔ      |
| africada    |             | *ʦ, *ʣ   | *ʧ      |        |         |
| fricativa   |             |          |         |        | *h, *hʷ |
| nasal       | *m, *mʷ *mʔ | *n *nʔ   | *ɲ      |        |         |
| aproximante |             | *ɾ       | *j      | *w *wʔ |         |

En cuanto a los vocales se han reconstruido cinco vocales breves /*i, *e, *a, *o, *u/ y cinco largas. Las correspondencias entre el proto-chapacura y las lenguas descendientes son:
| Proto- fonema | Cambio y contexto | Lenguas donde se da               |
| ------------- | ----------------- | --------------------------------- |
| *p            | h/ $__*o          | MIG, ONA, OMO, NAP, TOR, URU, YAR |
| *t            | ʧ/ $__*i          | ONA, CHA                          |
| *t            | ʧ/ $__*u          | ONA, OWI, CHA, KIT                |
| *t            | s/ $__*i          | CHA, KIT                          |
| *pʷ           | p/ $__            | todas menos MOR y CHA             |
| *mʷ           | m/ $__            | todas menos MOR y CHA             |
| *mʔ           | m/ __$            | todas menos ONA y OMO             |
| *nʔ           | n/ __$            | todas menos ONA y OMO             |
| *wʔ           | w/ __$            | todas menos ONA y OMO             |
| *ʦ            | t/ $__            | MIG, OMO, OWI, CHA, KIT, YAR      |
| *ʦ            | s/ $__            | MOR, TOR                          |
| *ʦ            | ʃ/ $__            | KUY                               |
| *ʦ            | ʦ/ $__            | ONA                               |
| *ʦ            | tʲ/ $__*i         | KIT                               |
| *ʣ            | t/ $__            | MIG, OWI                          |
| *ʣ            | z/ $__            | MOR                               |
| *ʣ            | t/z/ $__          | KUY                               |
| *ʧ            | s/ $__            | CHA, NAP, YAR                     |
| *ʧ            | s/ $__            | OWI                               |
| *ʧ            | ʃ/ $__            | KUY                               |
| *ʧ            | ʃ/ $__*i          | TOR, URU                          |
| *ʧ            | h/ $__*e          | URU                               |
| *ʧ            | t/ $__*u          | OMO                               |
| *ʧ            | t/ʧ/ $__*i        | MIG                               |
| *hʷ           | h/ $__            | MIG, OMO, KIT, NAP, URU, YAR      |
| *tɾ           | tɾ̥/ $__           | OWI, MIG                          |
| *tɾ           | ʦ/s/ $__          | MOR                               |
| *tɾ           | ʃ/ $__            | KUY                               |
| *e            | ɛ                 | MOR                               |
| *o            | ɔ                 | MOR                               |
| *u            | i                 | MIG                               |
| *u            | y                 | ONA, OMO, OWI                     |
| *ĭ            | ă                 | ONA, OMO, OWI                     |

KIT: Kitemoca
KUY: Kuyubi
MIG: Migueleño
MOR: Moré
NAP: Napeka
OMO: Oro Mon
ONO: Oro Não
OWI: Oro Win
TOR: Tora
URU: Urupa
YAR: Yaru

### Comparación léxica
Los numerales comparados en diversas lenguas chapacuras son:
| GLOSA | Itene-Torá     | Itene-Torá        | Orowin-Wari   | Orowin-Wari  | PROTO- CHAPACURA |
| GLOSA | Itene          | Torá              | Oro Win       | Wari         | PROTO- CHAPACURA |
| ----- | -------------- | ----------------- | ------------- | ------------ | ---------------- |
| 1     | tam maín       | kwatádn           | kawasan       | tsikaʔ'pé    | *tᶴik            |
| 2     | wakó rán       | kųradni           | jiksam        | tükü karakán |                  |
| 3     | mak ramanye    | kuran kwatádni    | kawasan toman | ʔiriʔ mbiyó  |                  |
| 4     | ito itoye      | kuradn ti ramadni | kawasan toman | ʔiriʔ mbiyó  |                  |
| 5     | apinaún        |                   | kawasan toman | ʔiriʔ mbiyó  |                  |
| 6     | tanyé          |                   |               |              |                  |
| 7     | wakóranum      |                   |               |              |                  |
| 8     | adtimiye úm    |                   |               |              |                  |
| 9     | ito ituye sipi |                   |               |              |                  |
| 10    | apina úm       |                   |               |              |                  |